# Coupe d'Angleterre de football 1955-1956
Navigation
Coupe d'Angleterre 1954-1955 Coupe d'Angleterre 1956-1957
La Coupe d'Angleterre de football 1955-1956 est la 75e édition de la Coupe d'Angleterre de football. Manchester City remporte sa troisième Coupe d'Angleterre de football au détriment de Birmingham sur le score de 3-1 au cours d'une finale jouée dans l'enceinte du stade de Wembley à Londres.

## Quatrième tour
|            | Équipe 1                    | Score | Équipe 2                    | Date             |
| ---------- | --------------------------- | ----- | --------------------------- | ---------------- |
| 1          | Burnley                     | 1–1   | Chelsea                     | 28 janvier 1956  |
| 1er rejoué | Chelsea                     | 1–1   | Burnley                     | 1er février 1956 |
| 2e rejoué  | Burnley                     | 2–2   | Chelsea                     | 6 février 1956   |
| 3e rejoué  | Chelsea                     | 0–0   | Burnley                     | 13 février 1956  |
| 4e rejoué  | Burnley                     | 0–2   | Chelsea                     | 15 février 1956  |
| 2          | Liverpool                   | 3–3   | Scunthorpe & Lindsey United | 28 janvier 1956  |
| rejoué     | Scunthorpe & Lindsey United | 0–2   | Liverpool                   | 6 février 1956   |
| 3          | Leicester City              | 3–3   | Stoke City                  | 28 janvier 1956  |
| rejoué     | Stoke City                  | 2–1   | Leicester City              | 30 janvier 1956  |
| 4          | Bolton Wanderers            | 1–2   | Sheffield United            | 28 janvier 1956  |
| 5          | West Bromwich Albion        | 2–0   | Leicester City              | 28 janvier 1956  |
| 6          | West Bromwich Albion        | 3–1   | Portsmouth                  | 28 janvier 1956  |
| 7          | Fulham                      | 4–5   | Newcastle United            | 28 janvier 1956  |
| 8          | Barnsley                    | 0–1   | Blackburn Rovers            | 28 janvier 1956  |
| 9          | Bristol Rovers              | 1–1   | Doncaster Rovers            | 28 janvier 1956  |
| rejoué     | Doncaster Rovers            | 1–0   | Bristol Rovers              | 31 janvier 1956  |
| 10         | West Ham United             | 2–1   | Cardiff City                | 28 janvier 1956  |
| 11         | Southend United             | 0–1   | Manchester City             | 28 janvier 1956  |
| 12         | Port Vale                   | 2–3   | Everton                     | 28 janvier 1956  |
| 13         | Charlton Athletic           | 2–1   | Swindon Town                | 28 janvier 1956  |
| 14         | Leicester City              | 4–1   | Aston Villa                 | 28 janvier 1956  |
| 15         | York City                   | 0–0   | Sunderland                  | 28 janvier 1956  |
| rejoué     | Sunderland                  | 2–1   | York City                   | 1er février 1956 |
| 16         | Leyton Orient               | 0–4   | Birmingham City             | 28 janvier 1956  |

## Cinquième tour
|        | Équipe 1             | Score | Équipe 2          | Date            |
| ------ | -------------------- | ----- | ----------------- | --------------- |
| 1      | West Bromwich Albion | 0–1   | Birmingham City   | 18 février 1956 |
| 2      | Everton              | 1–0   | Chelsea           | 18 février 1956 |
| 3      | Doncaster Rovers     | 0–2   | Tottenham Hotspur | 18 février 1956 |
| 4      | Sheffield United     | 0–0   | Sunderland AFC    | 18 février 1956 |
| rejoué | Sunderland           | 1–0   | Sheffield United  | 22 février 1956 |
| 5      | Newcastle United     | 2–1   | Stoke City        | 18 février 1956 |
| 6      | Manchester City      | 0–0   | Liverpool         | 18 février 1956 |
| rejoué | Liverpool            | 1–2   | Manchester City   | 22 février 1956 |
| 7      | West Ham United      | 0–0   | Blackburn Rovers  | 18 février 1956 |
| rejoué | Blackburn Rovers     | 2–3   | West Ham United   | 23 février 1956 |
| 8      | Charlton Athletic    | 0–2   | Arsenal           | 18 février 1956 |

## Quarts de finale
| 3 Mars 1956 | Newcastle United | 0 – 2 | Sunderland | St James' Park, Newcastle |
|             |                  |       | Holden     |                           |

| 3 Mars 1956 | Tottenham Hotspur        | 3 – 3 | West Ham United | White Hart Lane, Londres |  |
|             | Harmer · Robb · Duquemin |       | Dick            |                          |  |

| 3 Mars 1956 | Manchester City   | 2 – 1 | Everton | Maine Road, Manchester |  |
|             | Hayes · Johnstone |       | Harris  |                        |  |

| 3 Mars 1956 | Arsenal  | 1 – 3 | Birmingham City         | Highbury, Londres |  |
|             | Charlton |       | Astall · Murphy · Brown |                   |  |

### Match rejoué
| 8 Mars 1956 | West Ham United | 1 – 2 | Tottenham Hotspur | Boleyn Ground, Londres |  |
|             | Dare            |       | Harmer · Duquemin |                        |  |

## Demi-finales
| 17 Mars 1956 | Manchester City | 1 – 0 | Tottenham Hotspur | Villa Park, Birmingham |
|              | Johnstone       |       |                   |                        |

| 17 Mars 1956 | Birmingham City         | 3 – 0 | Sunderland | Hillsborough, Sheffield |
|              | Astall · Brown · Kinsey |       |            |                         |

## Finale
| Titulaires : |  |
| |  |
| Bert Trautmann Bill Leivers Roy Little Ken Barnes Dave Ewing Roy Paul (c) Bobby Johnstone Joe Hayes Don Revie Jack Dyson Roy Clarke |  |
| Entraîneur : |  |
| Les McDowall |  |

| Titulaires : |  |
| |  |
| Gil Merrick Jeff Hall Ken Green Johnny Newman Trevor Smith Len Boyd (c) Gordon Astall Noel Kinsey Eddy Brown Peter Murphy Alex Govan |  |
| Entraîneur : |  |
| Arthur Turner |  |

| Titulaires : |  |
| |  |
| Bert Trautmann Bill Leivers Roy Little Ken Barnes Dave Ewing Roy Paul (c) Bobby Johnstone Joe Hayes Don Revie Jack Dyson Roy Clarke |  |
| Entraîneur : |  |
| Les McDowall |  |

| Titulaires : |  |
| |  |
| Gil Merrick Jeff Hall Ken Green Johnny Newman Trevor Smith Len Boyd (c) Gordon Astall Noel Kinsey Eddy Brown Peter Murphy Alex Govan |  |
| Entraîneur : |  |
| Arthur Turner |  |

| Manchester City | Birmingham City |